# آیدان زینگل

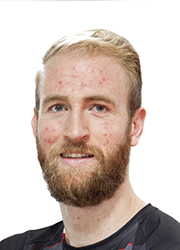
آیدان زینگل، در سال ۲۰۱۹

آیدان زینگل (متولد ۱۹ نوامبر ۱۹۹۰ در نیو ساوت ولز) والیبالیست اهل استرالیا، بازیکن تیم ملی والیبال استرالیا و باشگاه ورونا ایتالیا است.
سوله سابقه عضویت در باشگاه لینکوپینگس در کارنامه خود دارد و در سال ۲۰۰۹ به ورونا پیوست. آیدان زینگل از سال ۲۰۰۹ پس از درخشش در تیم ملی جوانان به تیم ملی بزرگسالان استرالیا دعوت شد.